# The Colony (pel·lícula de 2013)
The Colony és una pel·lícula d'acció de ciència-ficció post-apocalíptica del 2013 dirigida per Jeff Renfroe, protagonitzada per Laurence Fishburne , Kevin Zegers i Bill Paxton. Va tenir un llançament limitat el 26 d'abril de 2013 a Canadà, i va ser llançat el 20 de setembre de 2013 als Estats Units.

## Argument
Els humans han construït torres d'modificació climàtica per controlar l'escalfament del clima de la Terra a causa del canvi climàtic. Les torres, però, involuntàriament provoquen una nova edat de gel. El 2045, les restes de la civilització humana viuen als búnquers subterranis per escapar del fred extrem. Els seus reptes són controlar les malalties i produir suficients aliments. Dos soldats, Briggs (Laurence Fishburne) i Mason (Bill Paxton) són els líders d'un d'aquests búnquers, la Colònia 7. Briggs, Sam (Kevin Zegers) i Graydon (Atticus Dean Mitchell) viatgen a la propera Colònia 5 després de rebre un senyal de socors. Briggs deixa l'amant de Sam, Kai (Charlotte Sullivan), a càrrec de la colònia mentre ell no hi és, per disgust de Mason.
En arribar, troben la Colònia 5 coberta de sang. Finalment arriben a una porta tancada amb clau que Sam obre. A dins es troben en Leland, que els ensenya un missatge que han rebut d'un altre grup de persones que han arreglat una màquina meteorològica i han fet que la neu es descongeli. El grup ofereix ajuda a qualsevol i demana que portin llavors perquè es puguin plantar al sòl permafrost recentment descongelat. Leland els mostra d'on va venir el senyal, però els informa que una expedició no va trobar la font de la transmissió. A més, les pistes de l'expedició van portar a un grup de caníbals de tornada a la Colònia 5, i es va produir l'assassinat. Briggs, Sam i Graydon intenten obligar a Leland a tornar amb ells, però ell es tanca a la seva habitació.
Aleshores, els tres comencen a explorar la Colònia 5 i s'apropen a una habitació on crema un foc. Aquí veuen un ésser humà tallant els membres de la Colònia 5, mentre que d'altres es fan un festí amb restes humanes. Mentre els tres intenten escapar, en Graydon és assassinat pels caníbals. Briggs i Sam són capaços de pujar l'escala fora de la colònia i destruir l'eix amb un cartutx de dinamita. Refugiant-se en un helicòpter abandonat, es desperten al matí i descobreixen que els caníbals han aconseguit escapar de la Colònia 5 enterrada i han rastrejat les seves petjades a la neu. Briggs suggereix que atrauen el grup per un pont decrèpit i després utilitzen dinamita. Quan el cartutx de dinamita s'apaga, Briggs torna a encendre'l, però és atacat pels caníbals. Torna a encendre la metxa i se sacrifica provocant un gran buit al pont.
Kai s'enfronta a una discussió acalorada amb Mason després d'assabentar-se que té la intenció de matar un colon sense provar-li la malaltia. La seva discussió s'interromp quan Kai veu Sam que torna i esgotat i corre cap a ella, però en Mason el noqueja ràpidament. Quan Sam es desperta, descobreix que Mason s'ha fet càrrec i planeja fer canvis durs. Sam explica que els caníbals estan arribant i que hi ha una zona descongelada on haurien de fugir. Mason no se'l creu, pensant que s'ha desconcertat per la seva ordre, i l'emmanilla a un llit. Sam és capaç d'alliberar-se i comprova imatges d'un satèl·lit artificial en funcionament per localitzar la zona descongelada. Aleshores arriben els caníbals. Molts dels residents de la Colònia 7 són assassinats, inclòs l'amic de Sam, Viktor (John Tench). Els supervivents es tanquen en una habitació. Sam i Kai piquen a la porta, però Mason no els deixa entrar. La filla d'en Briggs, la Nara (Lisa Berry) tomba en Mason i els deixa entrar. En Sam obre una sortida per a una via d'escapament. Mason, ferit, es queda enrere i, quan els caníbals irrompen, dispara un recipient de propà, provocant una explosió que presumiblement mata a tots menys al líder. El líder dels caníbals persegueix i ataca Sam, però Sam és capaç de matar-lo. Aleshores, ell, Kai, Nara i uns quants més comencen el seu viatge cap al lloc descongelat amb les precioses llavors.

## Repartiment
- Laurence Fishburne com a Briggs
- Kevin Zegers com a Sam
- Bill Paxton com a Mason
- Charlotte Sullivan com a Kai
- John Tench com a Viktor
- Lisa Berry com a Nara
- Atticus Mitchell com a Graydon
- Dru Viergever com a líder salvatge
- Romano Orzari com a Reynolds
- Michael Mando com a Cooper
- Earl Pastko com el científic
- Julian Richings com a Leyland

## Producció
La pel·lícula es va rodar a CFB North Bay utilitzant les antigues instal·lacions del NORAD i a la R. L. Hearn Generating Station a Toronto.

## Recepció
Rotten Tomatoes atorga a la pel·lícula una puntuació del 18% basada en les ressenyes de 33 crítics i una valoració mitjana de 4 sobre 10. El consens afirma "Un thriller de ciència-ficció de fórmula, The Colony presenta diàlegs tòpics, efectes especials cursis i personatges poc desenvolupats." Els crítics van considerar que la pel·lícula constava d'idees antigues de ciència-ficció. Peter Howell, del Toronto Star, va assenyalar que podria "mostrar als inversors fins a quin punt els canadencs poden imitar les superproduccions de Hollywood, CGI decents i tot, utilitzant una fracció del pressupost". Jay Stone de Postmedia va considerar que la pel·lícula tenia "massa tòpics... i personatges mig desenvolupats per convertir-nos en cuideu-vos prou." Liam Lacey de The Globe and Mail també va analitzar la naturalesa reciclada de la trama, tot i que va assenyalar que les escenes semblaven que feia "autènticament fred a tot arreu".
La pel·lícula va rebre dues nominacions al Canadian Screen Award als 2ns Canadian Screen Awards el 2014, al Millor Disseny de Vestuari (Lea Carlson) i Millor maquillatge (Louise Mackintosh, Peggy Kyriakidou i Shauna Llewellyn). També va guanyar el Premi Méliès d'argent al millor llargmetratge (secció Panorama) al XLVI Festival Internacional de Cinema Fantàstic de Catalunya.

## Mitjans domèstics
The Colony es va publicar en DVD i Blu-ray el 27 d'agost de 2013 al Canadà, el 15 d'octubre de 2013 als Estats Units i el 20 de gener de 2014 al Regne Unit.